# Ablerus aligarhensis
Ablerus aligarhensis is een vliesvleugelig insect uit de familie Aphelinidae. De wetenschappelijke naam is voor het eerst geldig gepubliceerd in 1976 door Khan & Shafee.